# 61 Лебедя
61 Ле́бедя — подвійна зоря в сузір'ї Лебедя.
Обидві компоненти є зорями головної послідовності спектрального класу K, A-компонента є зорею класу K5V, а B  має клас K7V. Період обертання становить приблизно 678±34 років.

## Історія спостережень
1804 року італійський астроном Джузеппе Піацці на основі своїх десятирічних спостережень виявив значний власний рух зірки, і назвав її «Літаюча зоря». Але його результати залишились непоміченими. Лише після публікації Фрідріха Бесселя 1812 року ці дані стали загальновідомими.
1830 року росіянин німецького походження Фрідріх Георг Вільгельм фон Струве визначив, що об'єкт є подвійною системою, щоправда протягом деякого часу залишалася невизначеність, чи це фізично подвійна зоря чи лише оптично подвійна зоря.
Ця зоря була першим об'єктом за межами Сонячної системи, до якого вдалося виміряти відстань. Фрідріх Вільгельм Бессель скористався геліометром, для щомісячних спостережень за 61 Лебедя впродовж року. Цю зорю він вибрав через значну зміну її розташування на фоні інших зір. 1838 року він повідомив, що обчислив її паралакс, який дорівнює 0,31″ (за сучасними даними — 0,287″), відповідно, обчислена відстань становила 103 трлн. км або 10,8 св.р.  (за сучасними даними — 11,4 св.р.)
1942 року було виявлено незначні, але систематичні аномалії в русі обох компонент, і наступного року висловленно припущення, що існує об'єкт, який обертається навколо компоненти А, масою у 8 Юпітерів. На сьогоднішній день не має однозначних даних щодо третьої компоненти системи.

## Культура
61 Лебедя згадується в низці фантастичних творів.
| рік твору | назва                | автор          | коментар                                                                                     |
| --------- | -------------------- | -------------- | -------------------------------------------------------------------------------------------- |
| 1951      | Фундація             | Айзек Азімов   | Згадується як зоря, навколо якої обертається планета — ймовірна пра-колиска людей.           |
| 1951      | Знову і знову        | Кліффорд Сімак | Зоряна система, де існують «симбіотичні абстракції», з невідомих причин закрита для людства. |
| 1953      | Експедиція «Тяжіння» | Гол Клемент    | Дія роману відбувається на планеті Месклін системи 61 Лебедя.                                |
| 1965      | Хід конем            | Фріц Лайбер    | Сутичка Павуків та Змій, сторін війни змін в Галактиці.                                      |